# 수렌드라나트 다스굽타
수렌드라나트 다스굽타(벵골어: সুরেন্দ্রনাথ দাশগুপ্ত, 영어: Surendranath Dasgupta, 1887년 10월 18일~1952년 12월 18일)는 인도의 철학자이다. 캘커타 대학교와 케임브리지 대학교에서 박사 학위를 취득했으며 이후 모교인 캘커타 대학교에서 교편을 잡았다. 베단타 학파와 자이나교의 교리와 현실주의 사상의 통합을 주장했으며 주요 저작으로는 총 5권으로 구성된 인도 철학의 역사 개론서인 《인도철학사》와 인도의 종교 전통과 내적인 종교 체험을 다룬 《인도 신비주의》가 있다.
주요 제자로는 루마니아의 종교학자인 미르체아 엘리아데가 있다.